# Cinzio Passeri Aldobrandini
Cinzio Passeri Aldobrandini (Senigallia, 1551 – Roma, 1º gennaio 1610) è stato un cardinale e mecenate italiano.

## Biografia
Figlio di Aurelio Passeri (già Personeni) e di Giulia Aldobrandini, il padre era nato a Cà Personeni (frazione di Bedulita in provincia di Bergamo) e si era trasferito a Cà Passero (frazione di Berbenno in provincia di Bergamo); di professione mercante, si trasferì a Senigallia dove sposò Giulia Aldobrandini, sorella di papa Clemente VIII.
Nel 1565 Cinzio iniziò gli studi a Roma in lettere e dogana dallo zio materno il cardinal Ippolito. Frequentò il Collegio Germanico di Roma e le università di Perugia e Padova dove conseguì il dottorato in legge. Accompagno lo zio Ippolito nella legazione per la pace tra Polonia e Germania e nel 1588 fu di nuovo a Roma per portare notizie sull'esito della missione a papa Sisto V.
Nel concistoro del 17 settembre 1593 papa Clemente VIII lo nominò cardinale con dispensa dovuta alla presenza del cugino Pietro Aldobrandini nel Sacro collegio cardinalizio; fu diacono di San Giorgio in Velabro. Governatore di Spoleto dal 4 febbraio 1595 al 21 febbraio 1607. Prefetto del Tribunale della Segnatura Apostolica di giustizia fino al 23 dicembre 1599. Dal 1601 al 1607 fu legato pontificio ad Avignone (dove però non andò mai). Partecipò al conclave del marzo-aprile 1605. Nel 1605 fu nominato penitenziere maggiore da papa Leone XI ma rinunciò subito in quanto non era stato ordinato sacerdote. Partecipò al conclave del maggio 1605. Ordinato sacerdote nel 1605 riottenne la nomina a penitenziere maggiore, il 1º giugno 1605 gli fu concesso il titolo di San Pietro in Vincoli.
Si distinse per la sua generosità al povero e come protettore e sostenitore delle arti e lettere, a questo proposito è doveroso ricordare l'amicizia e che univa il cardinal Aldobrandini con Torquato Tasso che in quegli anni era al servizio del papa.
Il cardinal Cinzio Personeni Aldobrandini morì a Roma il 1º gennaio 1610 e fu seppellito nella Basilica di San Pietro in Vincoli. In alcuni documenti il cardinal Cinzio viene indicato anche con il cognome Personeni in quanto dopo che i Passeri  si stabilirono in Romagna variarono il loro cognome legandolo al luogo da cui erano emigrati.

## Ascendenza
|                             |                     |                        | Genitori           |  |  | Nonni |  |  | Bisnonni             |  |  | Trisnonni         |  |
|                             |                     |                        |                    |  |  |       |  |  | Sebastiano Personeni |  |  | Antonio Persomeni |  |
|                             |                     |                        |                    |  |  |       |  |  | Sebastiano Personeni |  |  | Antonio Persomeni |  |
|                             |                     | …                      |                    |  |  |       |  |  | Sebastiano Personeni |  |  |                   |  |
| Bernardino Personeni        |                     |                        |                    |  |  |       |  |  | Sebastiano Personeni |  |  |                   |  |
|                             |                     | …                      | …                  |  |  |       |  |  |                      |  |  |                   |  |
|                             |                     | …                      | …                  |  |  |       |  |  |                      |  |  |                   |  |
|                             |                     | …                      | …                  |  |  |       |  |  |                      |  |  |                   |  |
| Aurelio Personeni (Passeri) |                     | …                      |                    |  |  |       |  |  |                      |  |  |                   |  |
|                             |                     | …                      | …                  |  |  |       |  |  |                      |  |  |                   |  |
|                             |                     | …                      | …                  |  |  |       |  |  |                      |  |  |                   |  |
|                             |                     | …                      | …                  |  |  |       |  |  |                      |  |  |                   |  |
| …                           |                     | …                      |                    |  |  |       |  |  |                      |  |  |                   |  |
|                             |                     | …                      | …                  |  |  |       |  |  |                      |  |  |                   |  |
|                             |                     | …                      | …                  |  |  |       |  |  |                      |  |  |                   |  |
|                             |                     | …                      | …                  |  |  |       |  |  |                      |  |  |                   |  |
| Cinzio Passeri Aldobrandini |                     | …                      |                    |  |  |       |  |  |                      |  |  |                   |  |
|                             | Pietro Aldobrandini | Silvestro Aldobrandini |                    |  |  |       |  |  |                      |  |  |                   |  |
|                             | Pietro Aldobrandini | Silvestro Aldobrandini |                    |  |  |       |  |  |                      |  |  |                   |  |
|                             | Pietro Aldobrandini | Nanna Alberti          |                    |  |  |       |  |  |                      |  |  |                   |  |
| Silvestro Aldobrandini      | Pietro Aldobrandini |                        |                    |  |  |       |  |  |                      |  |  |                   |  |
|                             |                     | Lisa Bagliano Flatri   | Nanna Alberti      |  |  |       |  |  |                      |  |  |                   |  |
|                             |                     | Lisa Bagliano Flatri   | Nanna Alberti      |  |  |       |  |  |                      |  |  |                   |  |
|                             |                     | Lisa Bagliano Flatri   | Caterina de' Bardi |  |  |       |  |  |                      |  |  |                   |  |
| Giulia Aldobrandini         |                     | Lisa Bagliano Flatri   |                    |  |  |       |  |  |                      |  |  |                   |  |
|                             |                     | Guido Deti             | Tommaso Deti       |  |  |       |  |  |                      |  |  |                   |  |
|                             |                     | Guido Deti             | Tommaso Deti       |  |  |       |  |  |                      |  |  |                   |  |
|                             |                     | Guido Deti             | …                  |  |  |       |  |  |                      |  |  |                   |  |
| Lisa Deti                   |                     | Guido Deti             |                    |  |  |       |  |  |                      |  |  |                   |  |
|                             |                     | …                      | …                  |  |  |       |  |  |                      |  |  |                   |  |
|                             |                     | …                      | …                  |  |  |       |  |  |                      |  |  |                   |  |
|                             |                     | …                      | …                  |  |  |       |  |  |                      |  |  |                   |  |
|                             |                     | …                      |                    |  |  |       |  |  |                      |  |  |                   |  |